# Luca Brecel
Luca Brecel (Dilsen-Stokkem, 8 de marzo de 1995) es un jugador de snooker belga, ganador de cuatro títulos de ranking, entre ellos un Campeonato Mundial.

## Biografía
Nació en la localidad belga de Dilsen-Stokkem en 1995. Es jugador profesional de snooker desde 2011. Se proclamó campeón del mundo en 2023, cuando derrotó (18-15) a Mark Selby en la final, y también ha ganado otros tres torneos de ranking, a saber: el Campeonato de China de 2017 (10-5 contra Shaun Murphy en la final), el Abierto de Escocia de 2021 (9-5 frente a John Higgins) y la Championship League de 2022 (3-1 ante Lu Ning). Fue, asimismo, subcampeón del Masters de Alemania de 2016 (5-9 contra Martin Gould), el Campeonato del Reino Unido de 2021 (5-10 ante Zhao Xintong) y el Abierto de Inglaterra de 2022 (6-9 frente a Mark Selby). También ha logrado tejer una tacada máxima, que llegó en la Championship League de 2018, ante Higgins.